# بزمجه آبی آسیایی
بزمجه آبی آسیایی (نام علمی: Varanus salvator) نام یک گونه از سرده بزمجه است. زیست‌بوم این حیوان به‌طور عمده جنوب و جنوب شرقی آسیا می‌باشد و از پرجمعیت‌ترین گونه‌های بزمجه در سراسر آسیا به شمار می‌روند و قلمروی آن‌ها از سریلانکا و هند تا هندوچین، شبه جزیره مالایا، جزایر اندونزی و سایر مناطق ساحلی می‌باشد.

## حفاظت

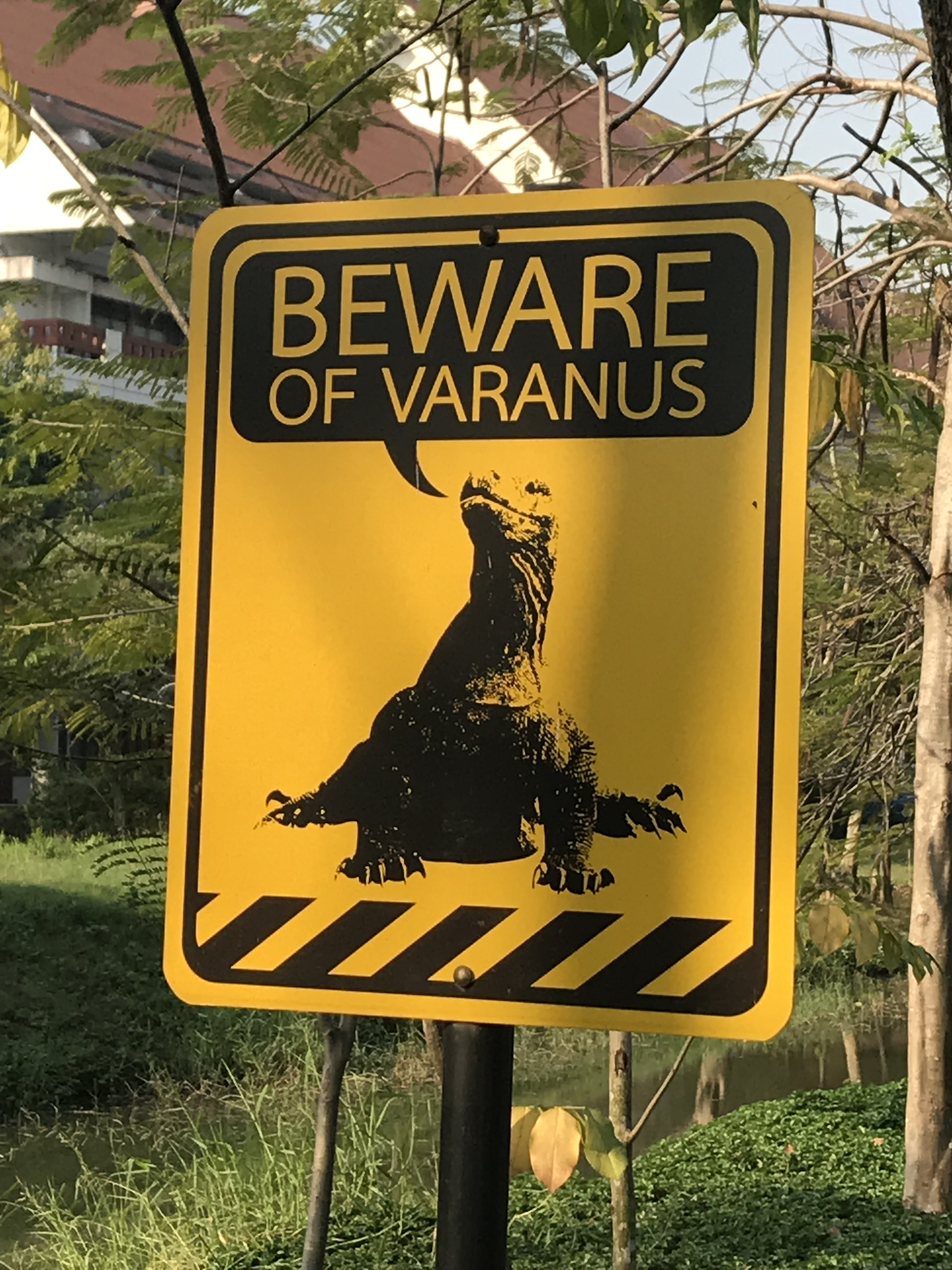
تابلوی گذرگاه بزمجه آبی آسیایی در جاده، تایلند

در نپال، این گونه طبق قانون حفاظت از حیوانات وحشی، در سال ۲۰۰۲ یک گونه حفاظت‌شده شد. در هنگ کنگ، این گونه تحت پوشش ۱۷۰ قانون حفاظت از حیوانات وحشی است. با اینکه بسیاری از آنها به دلیل جاده‌کشی قربانی انسان‌ها می‌شوند، اما همچنان در بیشتر ایالت‌های مالزی، به‌ویژه در بوته‌های ایالت‌های ساحل شرقی مانند پاهانگ و ترنگانو، رشد می‌کنند، زیرا مقررات در ایالت‌های مالزی بر اساس مقامات مدیریت حیات‌وحش متفاوت است. در تایلند بزمجه‌های آبی آسیایی گونه‌های حفاظت‌شده هستند. هنوز در مناطق بزرگ شهری در تایلند (اغلب در پارک‌های بانکوک) دیده می‌شوند. به همین دلیل، در حال حاضر به عنوان یک گونه کمترین نگرانی در لیست قرمز آی‌یوسی‌ان قرار گرفته است.
از دست دادن زیستگاه و شکار بی‌رویه، بزمجه‌های آبی را در بیشتر مناطق هند نابود کرده است. در مناطق دیگر آنها علیرغم شکار شدن، زنده می مانند که به دلیل این است که بزمجه‌های بالغ، از جمله ماده‌هایی که تعداد زیادی تخم تولید می کنند، پوست‌های سختی دارند که از آسیب رسیدن به آنها جلوگیری می‌شود.
در سری‌لانکا، مردم محلی از آنها محافظت می‌کنند زیرا آنها برای شکار خرچنگ‌هایی که به مزارع برنج آسیب می‌رسانند، برای مردم آنجا باارزش هستند. همچنین، به دلیل خوردن مارهای سمی که گاهی به اهالی آنجا حمله می‌کنند نیز از آنها محافظت می‌شود.

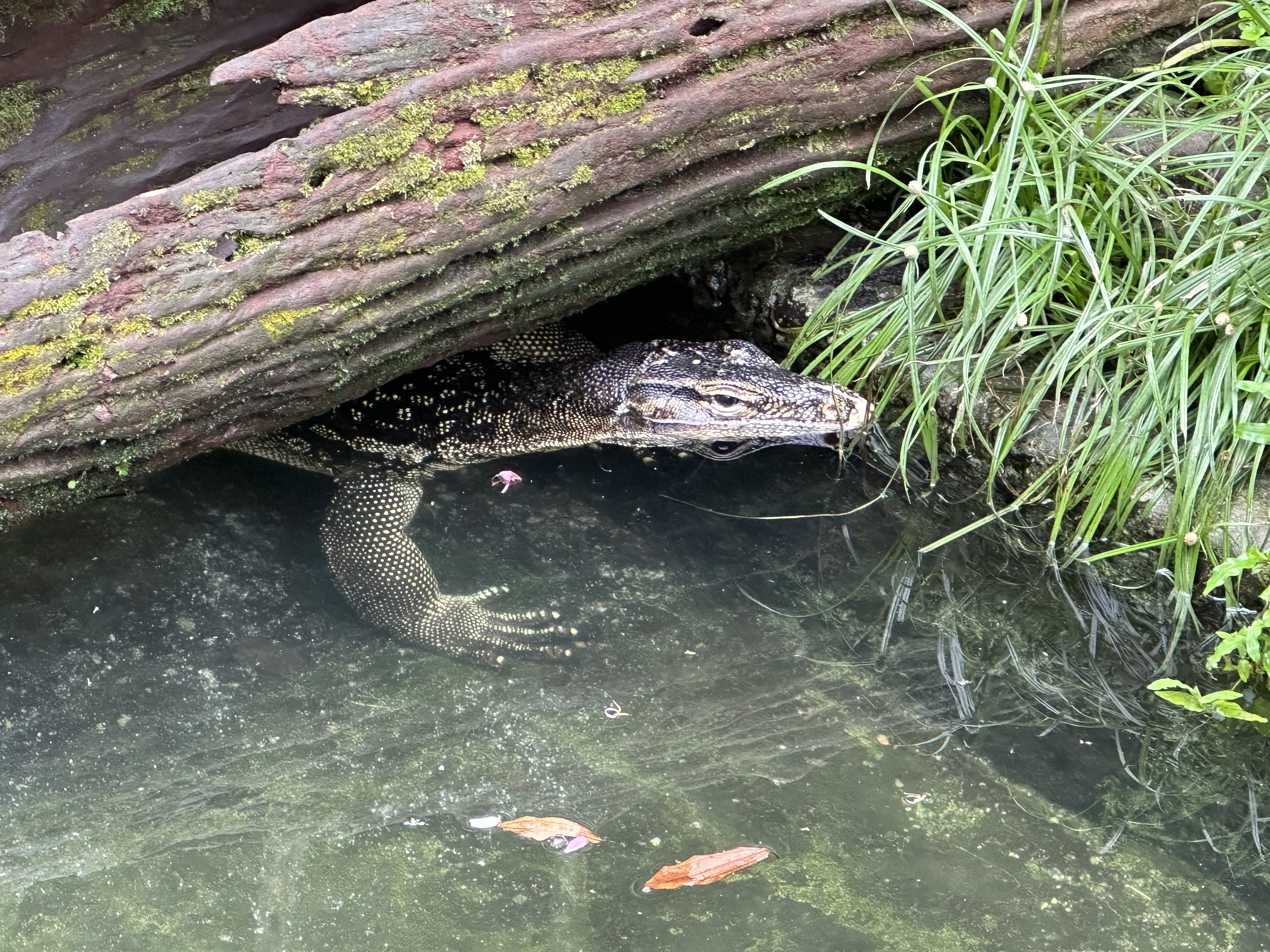
بزمجه آبی آسیایی